# Township (Sydafrika)

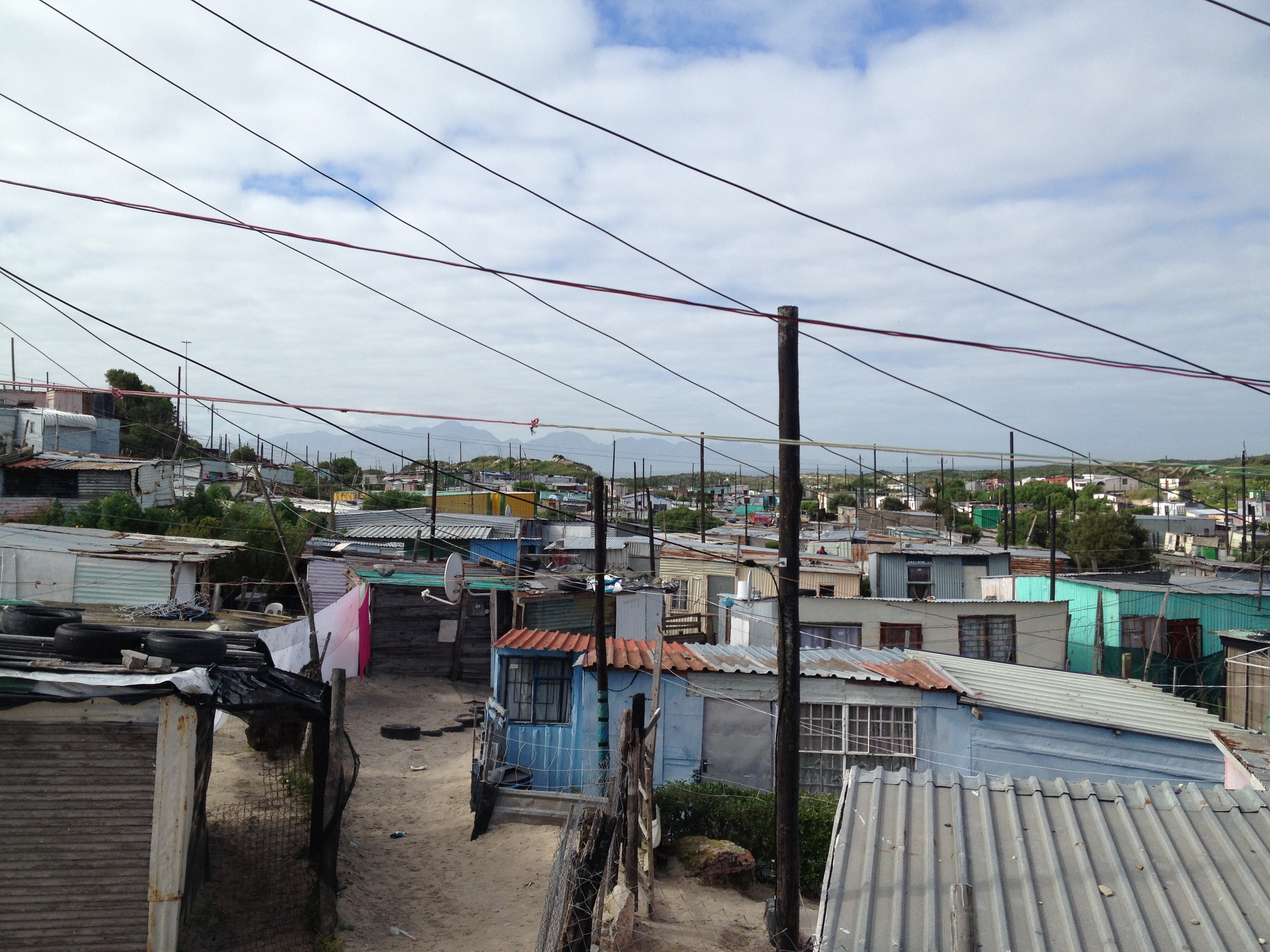
Gugulethu Township i Sydafrika, Västra Kapprovinsen

Township är i Sydafrika ett namn för ett urbant bostadsområde med främst icke-vita invånare. Typen av område har växt fram under 1900-talets första hälft, i takt med att rassegregeringen ökade i Sydafrika. Efterhand som myndigheter fick fler och mer ingående befogenheter att segregera i huvudsak vita och svarta, så kom städernas bostadsområden för respektive grupp att utvecklas åt olika håll. Bostadsområden för vita tenderade att växa fram i områden med tilltalande natur och områden som låg nära stadskärnorna. Mindre attraktiva bostadsområden och områden i städernas utkanter tillföll de icke-vita i befolkningen. En av de lagar som haft störst inverkan på utvecklingen var Group Areas Act som trädde i kraft 1950. Trots att lagen hävdes 1991 präglas Sydafrikas stadsbebyggelse fortfarande av bostadssegregation.
Ett township som blivit särskilt känt är Soweto i Johannesburg och Alexandra. I Gautengprovinsen finns ett stort antal townships som bildar en omfattande bebyggelse i de urbana områdenas ytterkanter. Tillsammans beräknas det bo mer än 10 miljoner människor i Gautengprovinsens townships, vilket utgör mer än hälften av befolkningen. På grund av sin geografiska belägenhet i städernas ytterområden är det vanligt att det tar flera timmar att pendla till och från arbetet för de som bor i ett township. Medan t.ex. en genomsnittlig Londonbo hade 8 km till arbetet, så var det mer än tre gånger så långt att pendla för boende i Pretoriaområdets townships där det genomsnittliga pendlingsavståndet var 26 km.